# Marie Eline
Marie Eline (ur. 27 lutego 1902 w Milwaukee, zm. 3 stycznia 1981 w Longview) – amerykańska aktorka dziecięca epoki kina niemego. Od ósmego roku życia zagrała w blisko stu filmach fabularnych kręconych w latach 1910-1914. Nosiła przydomek The Thanhouser Kid.

## Filmografia
- Uncle Tom's Cabin (1914) .... Little Eva St. Clair
- The Purse and the Girl (1914)
- Cupid's Lieutenant (1913)
- The Law of Humanity (1913)
- His Imaginary Family (1913)
- A Campaign Manageress (1913)
- Looking for Trouble (1913)
- Lobster Salad and Milk (1913)
- Flood Tide (1913/I)
- The Medium's Nemesis (1913)
- Just a Shabby Doll (1913) .... The little girl of long ago
- The Dove in the Eagle's Nest (1913) .... The Eagle's Sister
- The Tiniest of Stars (1913) .... The Little Boy
- The Evidence of the Film (1913) .... Messenger Boy
- The Forest Rose (1912)
- The Truant's Doom (1912) .... Tim, the Little Truant Boy
- Cross Your Heart (1912) .... The Farmer's Little Daughter
- In Time of Peril (1912) .... The Younger Brother
- Put Yourself in His Place (1912)
- In a Garden (1912) .... Miss May as a Child
- When Mercy Tempers Justice (1912) .... One of the Daughters
- The Warning (1912) .... The Young Son
- Please Help the Pore (1912) .... The Poor Couple's Daughter
- But the Greatest of These Is Charity (1912) .... The Poor Mother's Child
- Don't Pinch My Pup (1912) .... Tim, The Little Newsboy
- Treasure Trove (1912) .... The Gold-Seeking Country Boy
- The Ranchman and the Hungry Bird (1912) .... The Little Boy
- Nursie and the Knight (1912) .... The Little Girl
- Doggie's Debut (1912) .... Jack, the Little Boy
- The Professor's Son (1912) .... The Professor's Son
- On the Stroke of Five (1912)
- Her Secret (1912)
- Dottie's New Doll (1912) .... Dottie
- The Little Shut-In (1912) .... The Little Shut-In
- The Cry of the Children (1912) .... Alice, the little girl
- When Mandy Came to Town (1912) .... Mandy
- The Baby Bride (1912) .... The Little Boy
- The Star of the Side Show (1912) .... A Midget, The Star of the Side Show
- Nicholas Nickleby (1912) .... Squeers' Son, Wackford
- The Poacher (1912) .... The Old Man's Grandson
- The Guilty Baby (1912) .... The Plumber's Detective Daughter
- Washington in Danger (1912) .... The Little Black Boy
- On Probation (1912) .... The Orphan Granddaughter
- East Lynne (1912) .... Willie
- Her Ladyship's Page (1912) .... Her Ladyship's Page
- Dr. Jekyll and Mr. Hyde (1912) .... dziewczynka pukająca do drzwi
- Just a Bad Kid (1912) .... The Bad Kid
- The Passing (1912)
- She (1911) .... Leo Vincey as a Youth
- The Tomboy (1911) (as The Thanhouser Kid) .... The Tomboy's Little Sister
- The Newsy and the Tramp (1911) .... Ragsy, the Newsboy
- The Missing Heir (1911) .... The Little Heir
- The Satyr and the Lady (1911) .... The Peddler's Daughter
- David Copperfield (1911) .... Em'ly as a Child
- The Tempter and Dan Cupid (1911) .... Dan Cupid
- The Five Rose Sisters (1911) .... The Littlest Rose Sister
- In the Chorus (1911) .... The Little Daughter
- The Buddhist Priestess (1911) .... The Little Daughter
- Cupid the Conqueror (1911) .... Cupid
- Back to Nature (1911) .... The Sick Child
- The Judge's Story (1911) .... The Little Black Boy
- The Pied Piper of Hamelin (1911) .... The Little Lame Boy
- Two Little Girls (1911) .... Forlorn, unknown stepsister
- The Court's Decree (1911) .... The Little Daughter
- Lorna Doone (1911) .... Lorna, Age 5
- Flames and Fortune (1911) .... The Youngster
- The Stepmother (1911) .... The Younger Sister
- A Circus Stowaway (1911) .... The Little Boy Circus Stowaway
- Get Rich Quick (1911) .... Daughter of poor widow
- The Stage Child (1911) .... The Stage Chlld
- The Colonel and the King (1911) .... George IV, The Child King
- The Poet of the People (1911)
- Velvet and Rags (1911) .... A Little Boy
- The Charity of the Poor (1911) .... The Little Girl
- Silas Marner (1911) .... The Little Orphan Girl
- Stage Struck (1911)
- The Little Mother (1911) .... The Little Mother
- A Newsboy Hero (1911) .... Marie, the Little Daughter
- Adrift (1911) .... Their Young Daughter
- Only in the Way (1911) .... Marie
- The Old Curiosity Shop (1911) .... Little Nell
- The Vicar of Wakefield (1910)
- Rip Van Winkle (1910/II)
- A Thanksgiving Surprise (1910)
- The Little Fire Chief (1910) .... Willie Stone
- Ten Nights in a Bar Room (1910) .... Little Mary
- The Fairies' Hallowe'en (1910) .... Marie
- The Restoration (1910) .... The Little Girl
- The Mermaid (1910)
- Uncle Tom's Cabin (1910/II) .... Little Eva
- The Playwright's Love (1910) .... Grace, an Orphan
- The Girls of the Ghetto (1910) .... An Immigrant Child of the Ghetto
- The Lucky Shot (1910) .... The Little Boy
- The Flag of His Country (1910) .... The Granddaughter
- The Governor's Daughter (1910) .... Nell, the Governor's Daughter
- The Little Hero of Holland (1910) .... Hans, the Little Dutch Boy
- The Two Roses (1910) .... Tony's Son
- The Best Man Wins (1910) .... A Poor Charwoman's Tiny Daughter
- Jane Eyre (1910) .... Jane Eyre as a Child
- A Twenty-Nine Cent Robbery (1910) .... Edna Robinson